# Luftflotte 1
Pour les articles homonymes, voir 1re flotte.
La Luftflotte 1 (1re flotte aérienne) a été l'une des principales divisions de la Luftwaffe (Wehrmacht) allemande durant la Seconde Guerre mondiale.

## Création et différentes dénominations
Elle a été formée le 1er février 1939 à partir de la  Luftwaffengruppenkommando 1 à Berlin. Ce détachement de la  Luftwaffe a servi en Estonie, en  Lettonie, en Lituanie et à Immola en Finlande pour le soutien aérien des forces de l'Axe sur le front de l'Est.
Le 16 avril 1945, elle a été redésignée en Luftwaffen-Kommando Kurland et n'est affectée qu'à la protection de la Poche de Courlande.
| Début            | Fin              | Nom                         |
| ---------------- | ---------------- | --------------------------- |
| 4 février 1938   | 1er février 1939 | Luftwaffengruppenkommando 1 |
| 1er février 1939 | 16 avril 1945    | Luftflotte 1                |
| 16 avril 1945    | 8 mai 1945       | Luftwaffen-Kommando Kurlan  |

## Zones d'engagements
- 1939 : Pologne
- 1940 : Pologne et dans la région centrale allemande
- 1941 : Nord de la Russie, Opération Barbarossa
- 1942 : Nord de la Russie, Siège de Léningrad, Offensive de Siniavine
- 1943 : Nord de la Russie
- 1944 : Nord de la Russie
- 1945 : Nord de la Russie et Poche de Courlande

## Commandement

Drapeau du chef de la Luftflotte

| Début            | Fin             | Grade                | Nom                 |
| ---------------- | --------------- | -------------------- | ------------------- |
| 1er février 1939 | 11 janvier 1940 | Generalfeldmarschall | Albert Kesselring   |
| 12 janvier 1940  | 10 mai 1940     | Generaloberst        | Hans-Jürgen Stumpff |
| 11 mai 1940      | 19 août 1940    | General              | Wilhelm Wimmer      |
| 20 août 1940     | 12 juin 1943    | Generaloberst        | Alfred Keller       |
| 12 juin 1943     | 23 août 1943    | Generaloberst        | Günther Korten      |
| 24 août 1943     | 16 avril 1945   | General              | Kurt Pflugbeil      |

## Chef d'état-major
| Début            | Fin              | Grade           | Nom                            |
| ---------------- | ---------------- | --------------- | ------------------------------ |
| 1er février 1939 | 19 décembre 1939 | Generalmajor    | Wilhelm Speidel                |
| 19 décembre 1939 | 25 avril 1940    | Generalleutnant | Ulrich Kessler (en)            |
| 1er mai 1940     | 9 mai 1940       | Oberst          | Heinz-Hellmuth von Wühlisch    |
| 9 mai 1940       | 4 octobre 1940   | Generalmajor    | Dr Robert Knauss (de)          |
| 4 octobre 1940   | 16 janvier 1941  | Generalmajor    | Otto Schöbel                   |
| 16 janvier 1941  | 13 octobre 1941  | Generalmajor    | Heinz-Hellmuth von Wühlisch    |
| 13 octobre 1941  | 23 février 1943  | Generalmajor    | Herbert Rieckhoff (en)         |
| 23 février 1943  | 24 août 1943     | Generalmajor    | Hans Detlef Herhudt von Rohden |
| 25 août 1943     | 24 décembre 1944 | Generalmajor    | Klaus-Siegfried Uebe (en)      |
| 25 décembre 1944 | 16 avril 1945    | Oberstleutnant  | Paul-Werner Hozzel             |

## Quartier Général
Le Quartier Général se déplaçait suivant l'avancement du front.
| Début             | Fin               | Ville                        |
| ----------------- | ----------------- | ---------------------------- |
| 1er février 1939  | Août 1939         | Berlin                       |
| Août 1939         | Octobre 1939      | Henningsholm près de Stettin |
| Octobre 1939      | Mai 1941          | Berlin                       |
| Mai 1941          | Juillet 1941      | Norkitten près de Insterburg |
| Juillet 1941      |                   | Waldlager                    |
| Juillet 1941      | 17 février 1944   | Ostrow                       |
| 18 février 1944   | 27 septembre 1944 | Malpils                      |
| 27 septembre 1944 | 3 octobre 1944    | Riga-Spilve                  |
| 3 octobre 1944    | Novembre 1944     | Kazdanka                     |
| Novembre 1944     | Février 1945      | Zara                         |
| Février 1945      | 16 avril 1945     | Haserpoth (Courlande)        |

## Unités subordonnées
- II, III/Kampfgeschwader 1 "Hindenburg" (Ju 88A)
- Kampfgeschwader 76 (Ju 88A)
- Kampfgeschwader 77 (Ju 88A)
- K.Fl.Gr. 806 (Ju 88A)

- Jagdgeschwader 54 (Bf 109F)

- 2(F) Ob.d.L. (Do 215B)
- 5(F) 122 (Ju 88D)
- 11 escadrons de (Henschel Hs 126)
- SAGr 125 (Ar 95, Ar 196, He 114)

- 1 escadron de transport (Ju 52)
- 5 escadrons de liaison (Fi 156)

- IV. Flakkorps (de) (artillerie anti-aérienne)
  - 2. Flak-Division
  - 6. Flak-Division

## Abréviations
- FAGr = Fernaufklärungsgruppe = Reconnaissance aérienne.
  - Gruppe = équivalent dans la RAF  à Wing.
- JG = Jagdgeschwader = Chasseur.
  - Geschwader = équivalent dans la Royal Air Force à Group.
- KG = Kampfgeschwader = Bombardier.
- KG zbV = Kampfgeschwader zur besonderen Verwendung = Transport aérien, plus tard TG.
- NAGr = Nahaufklärungsgruppe = Liaison aérienne.
- NASt = Nahaufklärungsstaffel = Reconnaissance aérienne.
  - Staffel = équivalent dans la RAF à Squadron.
- NSGr = Nachtschlachtgruppe = Chasseur-bombardier de nuit.
- SAGr = Seeaufklärungsgruppe = Patrouille maritime
- SG = Schlachtgeschwader = Attaque au sol.
- TG = Transportgeschwader = Transport aérien.
- ZG = Zerstörergeschwader = Chasseurs lourds.

## Unités sous commandement en juin 1944

### Reconnaissance stratégique
- Stab/FAGr 1 (Riga-Spilve)
- 3.(F)/22 (Riga-Spilve)
- 5.(F)/122 (Mitau)
- NASt 3 (Riga-Spilve)

### Reconnaissance maritime
- 1./SAGr 127 (Reval-Uleministe)

### Transports
- 1./TGr 10(Ital.) (Riga-Spilve)

### Transports (opérations spéciales)
Cette unité est une branche de la KG 200 avec des bases en province de Prusse-Orientale, Courlande et en zones de la Baltique, équipée de :
- Junkers Ju 252A-1
- Junkers Ju 352A-0/A-1 Herkules
- Arado Ar 232B-0 Tausendfüßler pour les transports spéciaux de commandos, d'armes, de véhicules ou de parachutage d'agents secrets dans des missions clandestines derrière les lignes ennemies.
- I.(TGr.)/KG 200 (Riga)

### Bombardiers
- 14.(Eis)/KG 55 (Jakobstad)

### 3. Flieger-Divisionà Petseri

#### Reconnaissance tactique
- Stab/NAGr 5 (Petseri)
- 1./NAGr 5 (Idriza)
- 1./NAGr 31 (Wesemberg)

#### Attaques sol-air
- I/SG 3 (Jakobstad)

#### Attaque au sol de nuit
- Stab/NSGr 1 (Idriza)
- 3./NSGr 1 (Idriza)
- 1./NSGr 1 (Kovno)
- 2./NSGr 1 (Kovno)
- Stab/NSGr 3 (Vecuci)
- 1./NSGr 3 (Vecuci)
- 2./NSGr 3 (Vecuci)
- 1./NSGr 12 (Vecuci)
- 1./(Detach)NSGr 12(Riga-Spilve)
- Stab/NSGr 11(Rahkla)
- 1./NSGr 11 (Rahkla)
- 2./NSGr 11 (Rahkla)
- 2./NSG 12 (Libau)

### Jagdabschnittführer Ostland (Direction de chasse en Ostland) à Riga-Spilve

#### Chasse
- Stab/JG 54 (Dorpat)
- I./JG 54 (Turku) (Finlande)
- 2./JG 54 (Reval-Laksberg)
- 3./JG 54 (Reval-Laksberg)

#### Reconnaissance tactique
- 1./NAGr 5 (Immola)

#### Chasse
- II./JG 54 (Immola)

#### Attaque au sol
- Stab/SG 3 (Immola)
- 1./SG 3 (Immola)
- 2./SG 3 (Immola)
- 3./SG 3 (Immola)